# José Peñarrieta
José Feliciano Peñarrieta Flores (ur. 18 listopada 1988 w Yacuíbie) – boliwijski piłkarz występujący na pozycji bramkarza w boliwijskim klubie Club Petrolero. Znalazł się w kadrze reprezentacji Boliwii na Copa América 2015.